# Filipe de Brito e Nicote
Filipe de Brito e Nicote o Nga Zinga (en birmano: ငဇင်ကာ: n. circa 1566 - abril de 1613) fue un aventurero y mercenario portugués famoso por su actividad con los rakhine (habitantes de Arakán).

## Biografía
Hijo de un padre francés en Lisboa, Portugal, de Brito viajó al sureste asiático como grumete.
Sirvió a Min Razagyi, rey de Arakan siendo nombrado gobernador de Thanlyin (Syriam) en 1599 al mando de 3 fragatas y 3000 hombres. Atrajo a más portugueses a Syriam y construyó fortificaciones, anunciando su independencia. Capturó a Min Khamaung, príncipe de Arakán en medio de las luchas contra Taungoo y Arakán, manteniéndole como rehén hasta que se le concedió la independencia en 1603. De Brito se casó con la hija de Bannya Dala de Martaban, convirtiéndose en vasallo de Siam.: 185–187 
Regresó a Goa al año siguiente para obtener reconocimiento oficial y volvió a Syriam en 1602 con los títulos de "Comandante de Syriam", "General de las conquistas de Pegu" y "Rey de Pegu" concedidas por la Corona portuguesa.
Ekathotsarot usó a Bannya Dala y de Brito en auxilio de Toungoo cuando fueron atacados por el reino de Ava y después de que Natshinnaung rechazara rendir vasallaje a Siam. Antes de que pudieran ser de utilidad, Toungoo se rindió al rey de Ava. Bannya Dala y de Brito tomaron y saquearon entonces Taungoo, capturando a su rey, Natshinnaung, y llevándolo cautivo a Syriam. De Brito tomó la oportunidad de "coger objetos de adoración budistas" y "cometer sacrilegio al punto de derribar imágenes de Buda y santuarios y pagodas sagrados.": 188–189 
En 1613, de Brito sufrió el asedio de las fuerzas birmanas del rey Anaukpetlun. Después de la caída de la ciudad en abril de 1613, de Brito fue ejecutado junto con Natshinnaung. De Brito fue ejecutado por empalamiento, tardando tres días en morir. Más de 400 portugueses fueron tomados como prisioneros de guerra por el reino de Ava.: 190 